# Кабінет-музей В'ячеслава Чорновола
Кабінет-музей В'ячеслава Чорновола — меморіальний кабінет українського політика, публіциста, літературного критика, діяча руху опору проти зросійщення та національної дискримінації українського народу В'ячеслава Чорновола; знаходиться у будинку центрального офісу Народного Руху України по вул. Олеся Гончара, 33.

## Створення
Музей  відкрився 24 грудня 2002 року, в 65-річницю з дня народження політика. Ініціаторами створення музею стали дружина В'ячеслава Чорновола — Атена Пашко, його сестра — Валентина Чорновіл, соратники по Народному Руху України.

## Будинок
Будинок № 33 по вул. Олеся Гончара (клініка Маковського) був побудований у 1907 році за проектом архітектора Ігнація Ледоховського для приватної лікарні Петра Качковського. Ворота клініки стали точною копією воріт паризького готелю «Кастель Беранже» авторства Ектора Гімара. З 1908 року будинок займала хірургічна лікарня доктора Ігнація Маковського, про що свідчить напис на фронтоні, прикрашеному двома сиренами - з відчуженим поглядом і зачісками початку ХХ століття. У цій клініці у вересні 1911 року помер смертельно поранений в Київській Опері прем'єр-міністр Російської імперії Петро Столипін. У меморіальному кабінеті В'ячеслава Чорновола знаходилась операційна, де намагалися врятувати життя урядовця.

## Експозиція
В експозиції представлені документи, фотографії та особисті речі В'ячеслава Максимовича. У меморіальному кабінеті зібрані речі, які вже стали історичними: легендарний самвидавівський «Український вісник», табірні фотографії, листи з ув'язнення, політичні листівки та особисті документи В'ячеслава Чорновола, одяг, який був на ньому в день загибелі. «Ефект присутності» створюють особисті речі політика: робочий стіл Чорновола з акуратно покладеними окулярами і мобільним телефоном, недбало накинутий на спинку стільця скромний піджак, кепка. 
На стендах репрезентована інформація про дитячі, юнацькі та студентські роки, про правозахисну діяльність, перебування в радянських таборах та засланні. На світлинах - перші мітинги за незалежність наприкінці 1980-х, створення Української Гельсінської групи, обрання на посаду голови Львівської облради, діяльність як гетьмана Українського козацтва, депутата Верховної Ради України, члена Парламентської Асамблеї Ради Європи, голови Народного Руху України.